# Partido da Aliança dos Liberais e Democratas pela Europa
A Aliança dos Liberais e Democratas pela Europa (fundado em 1993) é um partido político europeu, de carácter liberal, composto por 49 partidos nacionais liberais e centristas de toda a Europa.
Tendo sido criado de uma confederação de partidos políticos nacionais nos anos setenta, a ALDE é atualmente um partido europeu, legalizado como organização sem fins lucrativos sob a lei belga. Apesar deste estatuto legal, a ALDE ainda não conseguiu obter um envolvimento significativo por parte de membros individuais e é principalmente uma confederação de partidos políticos nacionais.
Nas eleições europeias de 2019, a ALDE era a terceira maior força política representada nas organizações da União Europeia, com 109 deputados no Parlamento Europeu.
O Partido é representado no Parlamento Europeu pelo grupo Renovar Europa, criado em conjunto com o centrista Partido Democrata Europeu e o partido francês Renascimento, que é dominado pelos deputados da ALDE.
A juventude do Partido ALDE é a Juventude Liberal Europeia que é composta maioritariamente por jovens e estudantes de organizações liberais de toda a Europa e que contém um pequeno número de membros individuais.
Em 2025, a Aliança foi declarada uma organização indesejável na Rússia.

## Financiamento
Enquanto partido político europeu registado, o partido tem direito a financiamento público europeu, que tem recebido continuamente desde 2004.
Apresenta-se de seguida a evolução do financiamento público europeu recebido pelo partido.
Montante (€)Financiamento público europeu dos partidos políticos europeus01.000.0002.000.0003.000.0004.000.0005.000.0006.000.0002004200720102013201620192022Montantes máximos de financiamento públicoMontantes de financiamento público efetivamente recebidos
Em conformidade com o Regulamento relativo aos partidos políticos europeus e às fundações políticas europeias, o partido também angaria fundos privados para cofinanciar as suas actividades. A partir de 2025, os partidos europeus devem angariar, pelo menos, 10% das suas despesas reembolsáveis a partir de fontes privadas, enquanto o restante pode ser coberto através de financiamento público europeu.
Segue-se a evolução das contribuições e donativos recebidos pelo partido.
Montante (€)Contribuições angariadas pelos partidos políticos europeus100.000150.000200.000250.000300.000350.000400.000450.000500.00020042008201220162020ALDE
Montante (€)Donativos angariados pelos partidos políticos europeus050.000100.000150.000200.000250.00020042008201220162020ALDE

## Membros

### Partidos políticos

Países com membros plenos (e associados)
Países com membros associados

#### Membros actuais
| País          | Nome                                             | DE     | DN       | Status            |
| ------------- | ------------------------------------------------ | ------ | -------- | ----------------- |
| Alemanha      | Partido Democrático Liberal                      | 3 / 96 | 0 / 631  | Extra-parlamentar |
| Áustria       | NEOS - A Nova Áustria                            | 1 / 18 | 9 / 183  | Oposição          |
| Bélgica       | Liberais e Democratas Flamengos                  | 3 / 13 | 14 / 87  | Governo           |
| Bélgica       | Movimento Reformador                             | 3 / 8  | 20 / 63  | Governo           |
| Bulgária      | Movimento pelos Direitos e Liberdades            | 4 / 17 | 36 / 240 | Oposição          |
| Bulgária      | Movimento Nacional pela Estabilidade e Progresso | 0 / 17 | 0 / 240  | Extra-parlamentar |
| Croácia       | Partido Popular Croata - Liberais Democratas     | 1 / 11 | 12 / 151 | Governo           |
| Croácia       | Partido Social Liberal Croata                    | 0 / 11 | 0 / 151  | Oposição          |
| Croácia       | Assembleia Democrática da Ístria                 | 1 / 11 | 2 / 151  | Governo           |
| Chipre        | Democratas Unidos                                | 0 / 6  | 0 / 56   | Extra-parlamentar |
| Dinamarca     | Venstre-Partido Liberal da Dinamarca             | 2 / 13 | 37 / 179 | Governo           |
| Dinamarca     | Partido Social-Liberal                           | 1 / 13 | 8 / 179  | Oposição          |
| Eslovênia     | Partido do Centro Moderno                        | 0 / 8  | 36 / 90  | Governo           |
| Eslovênia     | Aliança de Alenka Bratusek                       | 0 / 8  | 4 / 90   | Oposição          |
| Espanha       | Cidadãos - Partido da Cidadania                  | 2 / 54 | 32 / 350 | Oposição          |
| Espanha       | Partido Democrático Europeu Catalão              | 1 / 54 | 8 / 350  | Oposição          |
| Estónia       | Partido do Centro Estónio                        | 1 / 6  | 27 / 101 | Oposição          |
| Estónia       | Partido Reformista Estónio                       | 2 / 6  | 30 / 101 | Governo           |
| Finlândia     | Partido do Centro                                | 3 / 13 | 49 / 200 | Governo           |
| Finlândia     | Partido Popular Sueco                            | 1 / 13 | 9 / 200  | Oposição          |
| Finlândia     | Partido do Centro de Åland                       | 0 / 13 | 0 / 200  | Extra-parlamentar |
| Gibraltar     | Partido Liberal de Gibraltar                     | 0 / 73 | 3 / 17   | Governo           |
| Grécia        | Drassi                                           | 0 / 21 | 0 / 300  | Extra-parlamentar |
| Irlanda       | Fianna Fáil                                      | 1 / 11 | 21 / 166 | Oposição          |
| Itália        | Radicais Italianos                               | 0 / 73 | 0 / 630  | Extra-parlamentar |
| Itália        | Itália de Valores                                | 0 / 73 | 1 / 630  | Oposição          |
| Letónia       | Desenvolvimento Letão                            | 0 / 8  | 0 / 100  | Extra-parlamentar |
| Lituânia      | Partido Trabalhista                              | 1 / 11 | 29 / 141 | Governo           |
| Lituânia      | Movimento Liberal da República da Lituânia       | 2 / 11 | 11 / 141 | Oposição          |
| Lituânia      | União da Liberdade Lituana                       | 0 / 11 | 0 / 141  | Extra-parlamentar |
| Luxemburgo    | Partido Democrata                                | 1 / 6  | 13 / 60  | Governo           |
| Malta         | Partido Democrático                              | 0 / 6  | 2 / 67   | Oposição          |
| Países Baixos | Partido Popular para a Liberdade e Democracia    | 3 / 26 | 41 / 150 | Governo           |
| Países Baixos | Democratas 66                                    | 4 / 26 | 12 / 150 | Oposição          |
| Polónia       | Moderno                                          | 0 / 51 | 30 / 460 | Oposição          |
| Polónia       | União dos Democratas Europeus                    | 0 / 51 | 4 / 460  | Oposição          |
| Portugal      | Iniciativa Liberal                               | 0 / 21 | 8 / 230  | Oposição          |
| Reino Unido   | Liberal Democratas                               | 1 / 73 | 8 / 650  | Oposição          |
| Reino Unido   | Partido da Aliança                               | 0 / 73 | 0 / 650  | Extra-parlamentar |
| Chéquia       | ANO 2011                                         | 4 / 21 | 47 / 200 | Governo           |
| Roménia       | Aliança dos Liberais e Democratas                | 0 / 32 | 26 / 412 | Governo           |
| Suécia        | Liberais                                         | 2 / 20 | 19 / 349 | Oposição          |
| Suécia        | Partido do Centro                                | 1 / 20 | 21 / 349 | Oposição          |

#### Membros de países fora da UE
| País                 | Nome                                                     | D.Nacionais | Status            |
| -------------------- | -------------------------------------------------------- | ----------- | ----------------- |
| Andorra              | Partido Liberal de Andorra                               | 8 / 28      | Oposição          |
| Armênia              | Congresso Nacional Armênio                               | 7 / 131     | Oposição          |
| Azerbaijão           | Partido Müsavat                                          | 0 / 125     | Extra-parlamentar |
| Bielorrússia         | Partido Liberal Bielorrusso para a Liberdade e Progresso | 0 / 110     | Extra-parlamentar |
| Bósnia e Herzegovina | Partido Nosso                                            | 0 / 42      | Extra-parlamentar |
| Geórgia              | Nossa Geórgia - Liberal Democratas                       | 8 / 150     | Oposição          |
| Geórgia              | Partido Republicano da Geórgia                           | 9 / 150     | Governo           |
| Islândia             | Futuro Luminoso                                          | 6 / 63      | Oposição          |
| Kosovo               | Partido Liberal do Kosovo                                | 0 / 120     | Extra-parlamentar |
| Kosovo               | Aliança Novo Kosovo                                      | 0 / 120     | Extra-parlamentar |
| Moldávia             | Partido Liberal                                          | 13 / 101    | Oposição          |
| Montenegro           | Partido Liberal de Montenegro                            | 1 / 81      | Oposição          |
| Noruega              | Partido Liberal                                          | 9 / 169     | Oposição          |
| Rússia               | Partido Republicano da Rússia - Partido Popular Liberal  | 0 / 450     | Extra-parlamentar |
| Rússia               | Yabloko                                                  | 0 / 450     | Extra-parlamentar |
| Sérvia               | Partido Liberal Democrata                                | 4 / 250     | Extra-parlamentar |
| Suíça                | Partido Liberal Radical da Suíça                         | 30 / 200    | Governo           |
| Ucrânia              | Posição Civil                                            | 0 / 450     | Extra-parlamentar |
| Ucrânia              | Partido Europeu da Ucrânia                               | 0 / 450     | Extra-parlamentar |

### Membros individuais
O partido inclui também um certo número de membros individuais. Durante muitos anos, o ALDE teve o maior número de membros individuais de todos os partidos europeus; no entanto, esta filiação foi descontinuada, restando apenas um membro individual a partir de 2024. Tal como a maioria dos outros partidos europeus, o ALDE não procurou desenvolver uma massa de membros individuais.
Segue-se a evolução da filiação individual no partido desde 2019.
Membros individuaisMembros individuais dos partidos políticos europeus010002000300040005000201920202021202220232024ALDE

## Nas Instituições Europeias
| Organização        | Instituição                            | Número de lugares |
| ------------------ | -------------------------------------- | ----------------- |
| União Europeia     | Parlamento Europeu                     | 49 / 720          |
| União Europeia     | Comissão Europeia                      | 5 / 27            |
| União Europeia     | Conselho Europeu (Chefes de Governo)   | 3 / 27            |
| União Europeia     | Conselho da União Europeia (Ministros) |                   |
| União Europeia     | Comité das Regiões                     | 44 / 329          |
| Conselho da Europa | Assembleia Parlamentar                 | 88 / 612 (ALDE)   |